# Adolf Wahrmund
Adolf Wahrmund, född den 10 juni 1827 i Wiesbaden, död den 13 maj 1913 i Wien, var en tyskfödd österrikisk orientalist. Han var far till juristen Ludwig Wahrmund.
Wahrmund  blev 1862 docent i arabiska vid universitetet i Wien och 1870 därjämte docent vid den offentliga läroanstalten för orientaliska språk där samt var 1885–1897 dennas ledare. Av hans skrifter märks Praktisches Handbuch der neuarabischen Sprache (1861; 3:e upplagan 1886, omtryckt 1898; Lesebuch och Schlüssel 1869, 2:a upplagan 1880), Praktisches Handbuch der osmanisch-türkischen Sprache (med Lesestücke och Schlüssel 1869; 2:a upplagan 1884; omtryckt 1898), Praktisches Handbuch der neupersischen Sprache (med Lesestücke och Schlüssel 1869; 2:a upplagan 1889; omtryckt 1898), Handwörterbuch der arabischen und deutschen Sprachen: I Handwörterbuch der neuarabischen und deutschen Sprachen (2 delar, 1874–1877; 2:a upplagan 1887, omtryckt 1898), II Handwörterbuch der deutschen und neuarabischen Sprachen (1870; 2:a upplagan 1887), Babylonierthum, Judenthum und Christenthum (1882, antisemitisk), Die Geschichtsschreibung bei den Griechen (3:e upplagan 1886), Das Gesetz des Nomadenthums und die heutige Judenherrschaft (1887; 2:a upplagan 1892), Der Kulturkampf zwischen Asien und Europa (1887), Qaraǧadagi, Muhæmmæd Ǧæ‘fær. Neupersische Schauspiele 1. Heft: Monsieur Jourdan, der Pariser Botaniker, in Qarabâg (persisk text, översättning och glossar 1889). Wahrmund var verksam även som skönlitterär författare (exempelvis Abbasa, Trauerspiel 1894, Fabeln und Parabeln 1896).